# 3DiTeams
3DiTeams (còn được gọi là 3Di TEAMS) là trò chơi máy tính thuộc thể loại góc nhìn thứ nhất do Trung tâm Y tế Đại học Duke và hãng Virtual Heroes, Inc. hợp tác phát triển. Trò chơi được sử dụng vào việc giáo dục y học và đào tạo nhóm. Dự án 3DiTeams là ý tưởng của bác sĩ Jeffrey M. Taekman và Jerry Heneghan được Trung tâm An toàn Bệnh nhân và Mô phỏng Con người (HSPSC) quản lý tại Trung tâm Y tế Đại học Duke ở Durham, Bắc Carolina. Taekman, một Tiến sĩ Y học và là trợ lý Giáo sư Khoa Gây mê kiêm trợ lý trưởng khoa môn công nghệ giáo dục, Trường Y khoa Đại học Duke. Taekman đồng thời còn là chủ tịch Hội mô phỏng trò chơi chăm sóc sức khỏe nghiêm trọng/Nhóm quan tâm đặc biệt đến môi trường ảo. Đồng Trưởng điều tra viên cho dự án là Melanie C. Wright, Tiến sĩ Triết học kiêm trợ giảng khoa kỹ sư yếu tố con người trong gây mê. Hỗ trợ bổ sung do Tiến sĩ Triết học Noa Segall và Gene W. Hobbs làm việc tại Ủy ban Quốc gia về Lặn và Công nghệ Y học Cao áp cung cấp. Gần đây, nhóm nghiên cứu Duke đã nhận được tài trợ cho Môi trường Kiến thức Ngâm nước @ Duke (còn được gọi là Ile-D) là môi trường tương tác ảo nhằm giáo dục cho việc chăm sóc sức khỏe từ xa. 
Nhóm của Virtual Heroes, Inc. do trưởng kỹ thuật viên Randy Brown và nhà điều hành sản xuất Henry F. Schwetzke quản lý. Nhóm lập trình gồm giám đốc kỹ thuật Gerke M. Preussner, Gabriel Scott, Ed Sirko, và Jay Nakai. Nhóm thiết kế gồm Troy Bowman và Steven Cattrell. Nhóm nghệ thuật gồm giám đốc nghệ thuật Tad Irish, giám đốc phát triển thị giác Takayoshi Sato, các họa sĩ gồm Sebastian Penedo, David Jones, Andrew Allen, Heather Cerlan, và Thomas Miller. Đảm bảo chất lượng phần mềm do các quản lý viên là Franklin IV Crawford, Tony Sturtzel và Sean Sayers cung cấp.
Dự án được công bố cho công chúng tại hội thảo mang tên "3DiTeams - Nhóm đào tạo trong một môi trường tương tác ảo" do Hội nghị thường niên Hội Gây mê Hoa Kỳ tổ chức ở San Francisco, California vào ngày 16 tháng 10 năm 2007. Kể từ đó, dự án là chủ đề của bài thuyết trình cho Hội nghị hàng năm lần thứ hai của Hiệp hội TeamSTEPPS, Hội nghị Trò chơi vì Y tế lần thứ tư hàng năm, Hội nghị thượng đỉnh Công nghệ Học Nâng cao Bắc Carolina lần thứ Nhất Hàng Năm và lãnh đạo Hội nghị chuyên đề trên các phương tiện truyền thông kỹ thuật số trong chăm sóc sức khỏe.

## Mục đích
Ủy ban chung về công nhận của Tổ chức Y tế nhận ra sai sót trong làm việc theo nhóm và giao tiếp chính là nguyên nhân gốc rễ trong gần 70% của các sự kiện trọng điểm.
Game dành cho việc đào tạo và thực tập nhóm y khoa của các học viên ở nhiều cấp độ về chuyên môn lâm sàng bằng cách tạo ra một phương pháp tương tác để học hỏi và áp dụng các thông tin trong bối cảnh lâm sàng. Phạm vi thực hành các công cụ trong trò chơi nhằm hướng tới việc chăm sóc một bệnh nhân bị chấn thương và các thông tin liên lạc giữa các cá nhân xung quanh việc chăm sóc bệnh nhân.

## Đào tạo
Việc đào tạo dựa trên Chương trình An toàn Bệnh nhân trực thuộc Bộ Quốc phòng Hoa Kỳ Cơ quan Nghiên cứu và Chất lượng Y tế và chương trình giảng dạy của TeamSTEPPS. Người chơi bắt đầu quá trình đào tạo trong "giai đoạn có khuynh hướng độc lập" nơi mà họ sẽ được giới thiệu làm việc theo nhóm và những kỹ năng giao tiếp, sau đó áp dụng các kỹ năng này bằng cách xác định những hành vi trong một loạt các đoạn video ngắn.
Giai đoạn thứ hai của việc học là "sự hợp tác/giai đoạn phối hợp nhóm" có thể lên đến 32 người chơi cùng lúc vào môi trường đào tạo ảo. Diễn ra tại một bệnh viện dã chiến hư cấu hoặc phòng cấp cứu của bệnh viện, người chơi bắt đầu mỗi nhiệm vụ bên ngoài khu vực chăm sóc để chờ đợi bệnh nhân tới. Người chơi hoạt động trong vai trò xác định trước của họ như bác sĩ, y tá, kỹ thuật viên, hoặc quan sát viên và người hướng dẫn sẽ bắt đầu chỉ dẫn tường tận về sự tương tác bệnh nhân sắp tới. Một khi bệnh nhân đã tới nơi, cả nhóm bước vào phòng, bắt đầu đánh giá và điều trị bệnh nhân. Giao diện người dùng của người hướng dẫn cho phép họ tự kiểm soát bệnh nhân có các dấu hiệu sự sống trong việc phản ứng với hành động của người chơi bằng cách cho phép gắn thêm bộ engine sinh lý học để kiểm soát phản ứng của bệnh nhân. Một khi bệnh nhân đã ổn định và việc bàn giao điện thoại sẽ diễn ra giữa nhóm chăm sóc và nhóm nhận chăm sóc. Sau đó cả nhóm tụ tập bên ngoài khu vực chăm sóc bệnh nhân để thực hiện một cuộc trao đổi hoặc Nhận xét Hành động Vừa rồi (AAR) về công việc chăm sóc của họ. Trò chơi kết thúc khi trưởng nhóm giải tán cả đội.
Giai đoạn cuối cùng của việc học được thực hiện bởi người hướng dẫn quản lý AAR các kỹ năng giao tiếp của cả nhóm trong suốt thời gian tương tác của chúng. Kịch bản các đoạn video xem lại được sử dụng cho phép người chơi quan sát và suy nghĩ về hành vi của chính họ cũng như những thành viên trong nhóm.

## Những vấn đề được biết
Davin Mitchell, MD, thực tập sinh năm thứ tư khoa gây mê 
- Người chơi có thể không thể di chuyển bên trong môi trường ảo khi nhấn và giữ nút chuột phải.
- Các sản phẩm máu không được coi là cung cấp cho bệnh nhân, trừ khi có một ống thông động mạch phổi được chèn thêm vào dòng trị liệu tĩnh mạch.
- Thỉnh thoảng, AAR có thể bị đứng máy khi tạm dừng chơi trừ khi AAR chuyển sang nhìn ở chế độ cửa sổ.

## Tình trạng phát triển
Vào năm 2006, Trung tâm Nghiên cứu Công nghệ Nâng cao và Y học Từ xa (TATRC), là một phần của Bộ tư lệnh Trang Thiết bị và Nghiên cứu Y học Quân đội Hoa Kỳ tài trợ giải thưởng một năm số tiền 249.530 Đô để hỗ trợ cho việc nghiên cứu "3DiTeams: Môi trường Game dành cho việc Đào tạo Kỹ năng Phối hợp Nhóm Chăm sóc Sức khỏe". Taekman và Wright được trao tặng thưởng 2 năm số tiền 291,248 Đô được tài trợ từ NIH, Cơ quan Nghiên cứu và Chất lượng Y tế cho việc nghiện cứu của họ về "Môi trường Chăm sóc Sức khỏe Ảo so với Đào tạo Nhóm Tương tác Truyền thống". Dự án được so sánh giữa việc mô phỏng của 3DiTeams với việc đào tạo nhóm tương tác truyền thống.
Dự án tiếp tục với cái tên "Môi trường Học tập Ngâm nước @ Duke" (ILEAD) với nguồn kinh phí được cung cấp bởi Quỹ Tài trợ H. Nanaline Duke.
Một số hình ảnh trong chương trình
- Gõ kiểm tra lồng ngực
- Chỉ thị trợ giúp cho các y tá

Version 1.0 game play